# WKBL 영구 결번 목록
다음은 한국여자프로농구(WKBL)의 영구 결번 목록이다. 출범 이후 네 명의 선수가 영구 결번으로 지정되었다.

## 목록
| 번호 | 이름   | 팀                     | 포지션 | 소속 연도 | 비고                              | 참고  |
| ---- | ------ | ---------------------- | ------ | --------- | --------------------------------- | ----- |
| 0    | 전주원 | 안산 신한은행 에스버드 | G      | 2005-2011 | 2011-2012 시즌 코치로 활동하였다. | [ 1 ] |
| 5    | 이미선 | 용인 삼성생명 블루밍스 | G      | 1997-2016 | 코치로 활동 중이다. (2017-현재).  | [ 2 ] |
| 11   | 박정은 | 용인 삼성생명 블루밍스 | F      | 1994-2013 | 코치로 활동하였다 (2013-2015).    | [ 3 ] |
| 10   | 변연하 | 청주 KB 스타즈         | F      | 2008-2016 |                                   | [ 4 ] |
| 5    | 전주원 | 청주 현대 하이페리온   | G      | 1990-2003 |                                   | [ 5 ] |

## 2회 이상 결번으로 지정
- 전주원은 현대 시절 0번과 신한은행 시절 5번이 영구 결번으로 지정되었다.